# Marek Blahuš
Marek Blahuš (* 16. května 1986 Kyjov) je český esperantista a polyglot, absolvent Fakulty informatiky Masarykovy univerzity, v letech 2013–2022 člen Akademie esperanta. V roce 2005 se podílel na vzniku občanského sdružení Česká esperantská mládež a byl jeho předsedou (2006–2009) a místopředsedou (2005–2006 a 2009–2012). Od roku 2015 je čestným členem tohoto spolku. Působil také jako člen výboru Světové esperantské mládežnické organizace a tajemník organizace E@I. V létě roku 2009 předsedal organizačnímu týmu 65. Mezinárodního kongresu esperantské mládeže, který se konal v Liberci.
Je rovněž editorem české Wikipedie, kam přispívá od roku 2004 pod uživatelským jménem Blahma. V roce 2015 se stal prvním wikipedistou rezidentem v České republice, konkrétně na Masarykově univerzitě. Jeho úkolem je za podpory vedení univerzity společně s týmem spolupracovníků propojovat akademickou obec s Wikipedií, vytvářet nový encyklopedický obsah a propagovat svobodnou tvorbu. Od roku 2016 je na české Wikipedii správcem.

## Život
Po raném dětství prožitém ve Veselí nad Moravou vyrůstal v Uherském Hradišti. Za studiem odešel do Brna a později se usadil v nedalekých Šlapanicích.
Během studia na Gymnáziu Uherské Hradiště se účastnil oborových soutěží, třikrát postoupil do celostátního kola Středoškolské odborné činnosti, v roce 2005 reprezentoval školu na mezinárodní soutěži studentských prací Intel ISEF v USA.
Společně se Zdeňkem Cendrou pracoval od roku 1999 na projektu katalogu WAP-stránek Český WAP a později též na výměnném reklamním systému Bannery.cz. Na podzim roku 2000 pod pseudonymem blahma vytvořil počítačovou hru Hlídej si svého Kajínka reagující na tehdy aktuální útěk Jiřího Kajínka z mírovské věznice. Hru si stáhly desítky tisíc lidí. Mezi lety 2000 a 2004 občasně přispíval na server Lupa.cz. V roce 2002 upozornil na bezpečnostní nedostatky pěti českých služeb poskytujících e-mail zdarma.
V letech 2008–2009 studoval na Katolické univerzitě v Lovani, v letech 2010–2011 byl na pracovní stáži u organizace E@I v Nancy a v letech 2011–2012 byl stážistou na Generálním ředitelství Evropské komise pro tlumočení v Bruselu. Je autorem nástroje pro kontrolu pravopisu v jazyce esperanto, který je doplňkem balíku OpenOffice.org, a spolupracoval na rozšíření sémantické sítě WordNet pro češtinu s využitím slovníku Josefa Fronka.
Od roku 2017 je zaměstnán ve společnosti Lexical Computing CZ vyvíjející korpusový manažer Sketch Engine.
V letech 2007–2010 byl členem německé interlingvistické společnosti Gesellschaft für Interlinguistik, na jejíchž konferencích občasně přednášel. Pravidelně se na Slovensku účastní Konference o užití esperanta ve vědě a technice (KAEST), kde také přednáší. V letech 2010–2014 tuto konferenci také spolupořádal. Občasně přispívá do esperantských periodik Esperanto a La Ondo de Esperanto. Esperanto také vyučuje a překládá.
Mezi jeho zájmy patří také genealogie.
Se svou manželkou Veronikou má 3 děti, které kromě češtiny už od mala mluví také esperantem.

## Ocenění a členství
- V roce 2002 získal cenu Učené společnosti České republiky.
- V roce 2004 získal cenu Nadačního fondu Jaroslava Heyrovského.
- V roce 2007 obdržel stipendia Goldman Sachs Global Leaders Program a GE Foundation Scholar-Leaders Program.
- V závěru bakalářského studia v roce 2008 mu byla udělena cena děkana Fakulty informatiky Masarykovy univerzity za vynikající studijní výsledky.[22]
- Od roku 2013 je členem Akademie esperanta.[23]
- Čestné členství v jeho původně založeném spolku Česká esperantská mládež (od roku 2015). [24]
- Od roku 2015 je čestným členem Spolku absolventů a přátel Masarykovy univerzity.[25]
- Byl také pozván, aby se stal zakládajícím členem Společnosti pro genetickou genealogii.[26]

## Dílo

### Publikace
- BLAHUŠ, Marek. Vyhledávač Český WAP a WAPový emulátor Smith. Uherské Hradiště: Gymnázium Uherské Hradiště, 2002. 22 s.
- BLAHUŠ, Marek. A Spell Checker for Esperanto. Brno, 2008 [cit. 2015-06-18]. 40 s. Bakalářská práce. Masarykova univerzita, Fakulta informatiky. Vedoucí práce Petr Sojka.   Dostupné online. (anglicky)
- BLAHUŠ, Marek. Extending Czech WordNet Using a Bilingual Dictionary. Brno, 2011 [cit. 2015-06-18]. 42 s. Diplomová práce. Masarykova univerzita, Fakulta informatiky. Vedoucí práce Karel Pala.   Dostupné online. (anglicky)
- POŘÍZKOVÁ, Kateřina; BLAHUŠ, Marek. Korpus autentických klinických diagnóz v prostředí softwaru Sketch Engine. In:  LATINITAS MEDICA. [s.l.]: [s.n.], 2014.
- BLAHUŠ, Marek. Aplikace počítačové lingvistiky při tvorbě on-line kurzu češtiny mluvtecesky.net. In:  Klíč k češtině jako cizímu jazyku. [s.l.]: [s.n.], 2015.
- BLAHUŠ, Marek. Jak se zrodila česká Wikipedie. 1. vyd. Praha: Wikimedia Česká republika, 2023. iv, 42 s. Dostupné online. ISBN 978-80-909009-2-9 (tisk), ISBN 978-80-909009-3-6 (online, PDF).

### Překlady
- KAŠPARŮ, Max. Kristnaskaj demandoj kaj paradoksoj. Překlad z češtiny Marek Blahuš. Dobřichovice: KAVA-PECH, 2010. 19 s. ISBN 978-80-87169-19-3. (v esperantu)
- PARRA CÁRDENAS, Eliazar. toki pona en 76 ilustritaj lecionoj. Překlad ze španělštiny Marek Blahuš. Partizánske: Espero, 2013. 106 s. ISBN 978-80-89366-20-0. (v esperantu)
- SOROS, Tivadar. Robinsoni na Sibiři. Překlad Jindřiška Drahotová (předmluvy, doslov, vysvětlivky Marek Blahuš). Dobřichovice: KAVA-PECH, 2016. 103 s. ISBN 978-80-87169-60-5.